# Achyropappus
Achyropappus es un género de plantas fanerógamas perteneciente a la familia de las asteráceas. Comprende 14 especies descritas y solo 1 aceptada y 7 en disputa.

## Taxonomía
El género fue descrito por  Carl Sigismund Kunth y publicado en Nova Genera et Species Plantarum (folio ed.) 4: 202–203. 1820[1818].

## Especies
- Achyropappus acaulis J.Rémy
- Achyropappus ambiguus Steud.
- Achyropappus anthemoides Kunth
- Achyropappus arenarius DC.
- Achyropappus barbatus Sch.Bip.
- Achyropappus chondrilloides A.Gray
- Achyropappus chrysanthus DC.
- Achyropappus coronopifolius Sch.Bip.